# Breathing and Not Breathing
Breathing and Not Breathing è un box set del gruppo Supreme Dicks, pubblicato in formato CD negli Stati Uniti nel 2011 dalla Jagjaguwar; è formata da 4 CD che ristampano l'opera omnia del gruppo.

## Tracce
The Unexamined Life
1. In a Sweet Song – 4:31
2. The Arabian Song – 4:31
3. The Sun's Bells – 5:35
4. Jack Smith – 3:39
5. That I May Never Forget and Stay – 2:25
6. Garden of Your Past – 2:40
7. Jack-O-Lantern – 3:25
8. River Song – 3:32
9. The Fallout Song – 4:18
10. Azure Dome – 5:03
11. The Forest Song or Especially When the October Wind With Frosty Fingers, Punishes My Hair – 5:26
12. Hyacinth Girls – 2:18
13. Ten Past Eleven – 4:23
14. Woody Would've Wanted It That Way – 2:15
15. Strange Song – 9:45

Workingman's Dick
1. Ranada's Demon – 3:06
2. The Language You Learnt – 3:31
3. All That Returns – 3:25
4. In the Whippoorwill's Sad Orchard – 2:52
5. Blue Elephant – 3:08
6. The Pear Thripe – 5:55
7. Flaming Day of the Locusts – 5:33
8. Andy Herman Song – 3:42
9. For Now – 2:13
10. Descension Song – 5:18
11. The Pusher – 1:26
12. Hyacinth Girls – 2:30
13. Arise! Life Giving Seagull – 1:38
14. Talking Mody Dick Blues – 3:35
15. Sround-Like Remains – 2:57
16. The Baal Shem – 4:18
17. The Searcher – 2:28
18. Night at the Opera – 0:52
19. Chateaux Banana! (parts XIII-XVI) – 6:54
20. Viva la Speedy Orgone – 1:45

The Emotional Plague
1. Synaesthesia – 4:54
2. Cúchulain (Blackbirds Loom) – 3:31
3. Columnated Ruins/Seeing Distant Chimneys – 6:27
4. Along a Bearded Glade – 2:17
5. Swell Song – 4:08
6. Showered – 5:25
7. A Donkey's Burial in a Tower on a Mirage – 9:44
8. Adoration de l'Agneau Mystique – 7:22
9. Porridge for the Calydonian Boar – 9:42
10. Siberian Penal Colony (Ode to Joel Stanley) – 7:59
11. Green Wings Fly Adventure (Showered Reprise) – 7:19

This Is Not a Dick & Rarities
1. Listen Now! Invasion from Mars - 2:39
2. [Untitled] - 7:20
3. Summertime (Childhood's Impossible Now) - 4:26
4. The Hunchback - 3:46
5. Mark's Phonecall from Orgoneland - 4:10
6. Listen Now! Leaning on the Everlasting Arm - 2:07
7. Harmonic Convergence - 2:55
8. Last Jam - 2:15
9. Country of Nuns - 4:49
10. Sky Puddle - 04:15
11. Huckleberry Fetal Pain - 02:24
12. Cows of Light - 03:50
13. Careful with that Axe, Steve - 04:59

## Musicisti
- Mark Hanson – basso, batteria, voce
- Daniel Oxenberg – chitarra, voce
- Steven Shavel – chitarra, voce
- Jon Shere – chitarra, voce
- Jim Spring – chitarra